# Thông Nông (huyện)
Thông Nông là một huyện cũ thuộc tỉnh Cao Bằng, Việt Nam.
Huyện Thông Nông được thành lập vào ngày 7 tháng 4 năm 1966 trên cơ sở một phần diện tích và dân số của huyện Hà Quảng. Đến ngày 1 tháng 2 năm 2020, toàn bộ diện tích và dân số của huyện Thông Nông được sáp nhập trở lại huyện Hà Quảng.

## Địa lý
Huyện Thông Nông có vị trí địa lý:
- Phía đông giáp huyện Hà Quảng và huyện Hòa An
- Phía tây giáp huyện Bảo Lạc
- Phía nam giáp huyện Nguyên Bình
- Phía bắc giáp Trung Quốc.

Đến năm 2019, huyện Thông Nông có diện tích 357,38 km², dân số là 24.441 người. Huyện lỵ là thị trấn Thông Nông nằm trên tỉnh lộ 204, cách thành phố Cao Bằng 35 km về hướng tây bắc.

## Lịch sử
Huyện Thông Nông được thành lập theo Quyết định 67-CP của Hội đồng Chính phủ nước Việt Nam Dân chủ Cộng hòa ngày 7 tháng 4 năm 1966 trên cơ sở tách một phần diện tích và dân số của huyện Hà Quảng.
Sau khi thành lập, huyện Thông Nông bao gồm 8 xã: Bình Lãng, Cần Yên, Đa Thông, Lương Can, Lương Thông, Ngọc Động, Thanh Long và Yên Sơn.
Năm 1975, tỉnh Cao Bằng hợp nhất với tỉnh Lạng Sơn thành tỉnh Cao Lạng, huyện Thông Nông thuộc tỉnh Cao Lạng. Tuy nhiên, đến năm 1978, tỉnh Cao Bằng được tái lập, huyện Thông Nông trở lại thuộc tỉnh Cao Bằng.
Ngày 10 tháng 6 năm 1981, chia xã Cần Yên thành 2 xã: Cần Yên và Vị Quang.
Ngày 11 tháng 8 năm 1999, thành lập thị trấn Thông Nông (thị trấn huyện lỵ huyện Thông Nông) trên cơ sở một phần diện tích và dân số của xã Đa Thông.
Ngày 13 tháng 12 năm 2007, chia xã Cần Yên thành 2 xã: Cần Yên và Cần Nông.
Đến cuối năm 2019, huyện Thông Nông có 11 đơn vị hành chính cấp xã trực thuộc, bao gồm thị trấn Thông Nông (huyện lỵ) và 10 xã: Bình Lãng, Cần Nông, Cần Yên, Đa Thông, Lương Can, Lương Thông, Ngọc Động, Thanh Long, Vị Quang, Yên Sơn.
Ngày 10 tháng 1 năm 2020, Ủy ban Thường vụ Quốc hội ban hành Nghị quyết số 864/NQ-UBTVQH14 về việc sắp xếp các đơn vị hành chính cấp huyện, cấp xã thuộc tỉnh Cao Bằng (nghị quyết có hiệu lực từ ngày 1 tháng 2 năm 2020). Theo đó, sáp nhập toàn bộ diện tích và dân số của huyện Thông Nông trở lại huyện Hà Quảng.